# Guineu voladora argentada
La guineu voladora argentada (Pteropus argentatus) és una espècie de ratpenat de la família dels pteropòdids. És endèmica d'Indonèsia. No es disposa de dades suficients per determinar quin és l'hàbitat natural de l'espècie i si està amenaçada d'extinció. Això és degut al fet que només s'ha trobat un exemplar d'aquesta espècie, que es creu que fou recollit a l'illa d'Ambon.